# Folkspraak
Folkspraak es una lengua auxiliar propuesta en 1995 basada en las lenguas germánicas.

## Ejemplos

### Texto descriptivo
Folksprak er en planed sprak entworpen fur make maglik de communication twisch sprekern fan de ferschillend nytidlik spraken in de nordern Europa (dat kom fro en dod gemeun germanisch stammsprak).
Folksprak (la lengua del pueblo) es una lengua planificada para facilitar la comunicación entre hablantes de diferentes idiomas del norte de Europa derivados de una lengua extinta común: el protogermánico.

### Padre nuestro
Se comparan las versiones del Padre nuestro en dos versiones de folkspraak y en alemán para mostrar las similitudes.
| Folksprak (Boksprak)                 | Fůlkspræk (Orsprak)                  | Alemán                                    |
| Onser Fader in de hemmen,            | Ůnsĕr Fadĕr ĭn đă ħemmĕn,            | Vater unser im Himmel,                    |
| Werde heliged din nam,               | Werđĕ ħạlĭgĕd đin nam,               | geheiligt werde dein Name.                |
| Kome din rick,                       | Kwe°mĕ đin rikj,                     | Dein Reich komme.                         |
| Gescheje din will,                   | Găskeƕĕ đin wėll,                    | Dein Wille geschehe,                      |
| Hu in de hemmen, so up de erd.       | Hu ĭn đă ħemmĕn, so uxp đă erđ.      | wie im Himmel, so auf Erden.              |
| Gev ons hidag onser daglik brod.     | Geƀ ůns ħidag ůnsĕr dãglĭk brḁđ.     | Unser tägliches Brot gib uns heute.       |
| Ond fergev ons onser schuld,         | Ůnđ fĕrgeƀ ůns ůnsĕr skuld,          | Und vergib uns unsere Schuld,             |
| Hu ok wi fergev dem onser schuldern. | Hu ḁk wi fĕrgeƀ đĕm ůnsĕr skuldĕrĕn. | wie auch wir vergeben unsern Schuldigern. |
| Ond led ons nit in ferseuking,       | Ůnđ led ůns nĭt ĭn fĕrsȍking,        | Und führe uns nicht in Versuchung,        |
| Aver erleus ons af de yvel.          | Aƀĕr uxtlọs ůns ăf đă ȕbĕl.          | sondern erlöse uns von dem Bösen.         |
| (Als din er de rick ond de macht     | (Alns đin ez đă rikj ůnđ đă maħt     | Denn dein ist das Reich und die Kraft     |
| Ond de herlikhed in eeighed.)        | Ůnđ đă ħạrlĭkħạd ĭn ạwĭgħạd.)        | und die Herrlichkeit in Ewigkeit.         |
| Amen.                                | Amĕn.                                | Amen.                                     |